# Holobus lustrans
Holobus lustrans är en skalbaggsart som beskrevs av Thomas Casey 1911. Holobus lustrans ingår i släktet Holobus och familjen kortvingar. Inga underarter finns listade i Catalogue of Life.